# Leroy Kelly
Pro Football Hall of Fame 1994
(en) Statistiques sur pro-football-reference
Leroy Kelly, né le 20 mai 1942 à Philadelphie, Pennsylvanie, est un joueur américain de football américain évoluant au poste de running back. Jouant pendant dix saisons, de 1964 à 1973, avec les Browns de Cleveland, il termine trois saisons comme le meilleur marqueur de touchdowns à la course en 1966, 1967 et 1968.